# Конструкторське бюро приладобудування
ВАТ «Конструкторське бюро приладобудування» (рос. ОАО «Констру́кторское бюро́ приборострое́ния»; КБП) — одне з найбільших підприємств оборонної промисловості Росії, розташоване в місті Тула. КБ працює над створенням керованого озброєння для сухопутних військ, систем протиповітряної оборони, швидкострільних гармат і бойової стрілецької зброї. Повна назва підприємства — Відкрите акціонерне товариство «Конструкторське бюро приладобудування ім. академіка А. Г. Шипунова» (рос. Открытое акционерное общество «Конструкторское бюро приборостроения им. академика А. Г. Шипунова»). Вхоить до складу холдингової компанії «НВО „Високоточні комплекси“» Госкорпорації «Ростех».

## Історія
КБП було створене 1 жовтня 1927 року як організація при Тульському збройовому заводі, яка займалась проектуванням та розробкою нових видів стрілецької зброї. Першим великим успіхом організації стало прийняття на озброєння Червоною Армією пістолета ТТ (Тульський, Токарєв) в лютому 1931 року. Під час німецько-радянської війни великим успіхом користувались авіаційні кулемети ШВАК, ШКАС, УБ, а також авіаційні гармати ВЯ-23 і Б-20. Зброєю розробки тульських конструкторів було оснащено більш ніж 80 % літаків в радянських ВПС.

## Повоєнні роки
В повоєнні роки відновлення діяльності підприємства проходило під керівництвом інженера-зброяря Ігоря Дмитрієва. В 1940-ві і 1950-ті роки в КБП був розроблений 9-мм пістолет ПМ, 9-мм автоматичний пістолет АПС, 23-мм авіаційна гармата АМ-23, 23-мм зенітний автомат 2А7 для ЗСУ «Шилка», 23-мм зенітна установка ЗУ-23 з зенітним автоматом 2А14.
В 1960-ті на підприємстві почалась розробка керованого ракетного озброєння, в тому числі, і високоточного. Роботи проводились під керівництвом Аркадія Шипунова, який займав посаду генерального конструктора КБП з 1962 по 2006 рр. В той час були створені протитанковий ракетний комплекс «Корнет», комплекс керованого артилерійського озброєння «Краснополь М-2», зенітні ракетно-гарматні комплекси «Тунгуска» «Панцирь-С1», а також зенітний ракетно-артилерійський комплекс «Кортик».

## Після 1991 року
Різке скорочення державних замовлень і фінансування військових науково-дослідницьких та дослідно-конструкторських робіт після 1991 року сильно вдарило по КБП. До 1994 року заборгованість РФ перед КБП складало 20 млрд рублів. В цих умовах виживання КБ було можливо тільки за умов експорту. У 1996 році розпорядження уряду РФ було надано право самостійно вести перемови про військово-технічне співробітництво з зарубіжними країнами.
У липні 2014 року підприємство було включене до міжнародного списку санкцій щодо Росії.
23 липня 2022 року знайшли тіло топ-менеджера російського оборонного підприємства, директора Конструкторського бюро приладобудування імені академіка 
Аркадія Шипунова», заступника генерального директора АТ НВО «Високоточні комплекси» Дмитра Конопльова. Загиблому, при невідомих обставинах, було 46 років. Попередні 10 років під його керівництвом випускалися для російської армії протитанкові ракетні комплекси «Корнет», «Квартет» та «Метіс», а також комплекси ППО «Панцир-С1», «Каштан-М», «Тунгуска-М1» та ракетний комплекс «Гермес-А». За попередньою інформацією, причиною смерті стали проблеми із серцем. За даними деяких видань, що Дмитро Конопльов «раптово помер» у приватній клініці на Красній Прєсні.